# قصر البرلمان (رومانيا)
قصر البرلمان الروماني (بالرومانية: Palatul Parlamentului) هو مبنى البرلمان الروماني يقع في العاصمة بوخارست و هو أكبر مبنى أداري في العالم بارتفاع 84 متر ومساحة 365,000 متر مربع -حيث يحتوي على مليون طن من الرخام-،واغلى مبنى إداري مدني في العالم حيث قدروا تكلفتة بملياري جنيه استرليني بني في عهد الديكتاتور تشاوتشيسكو ولكن لم يرة قط بعد اكتماله.
ودمر جزء كبير من مدينة بوخارست من أجل بناء هذا المشروع. بني هذا القصر ليعبر عن قوة وسطوة الديكتاتور تشاوتشيسكو ولكن بعد انهيار الحكم الشيوعي أصبح رمزا للديموقراطية في رومانيا.
طول المبنى ٢٧٠ متر وعرض المبنى ٢٤٠ متر مما يؤدي إلى حساب مساحة المبنى ٦٤٨٠٠ متر مربع.